# Meeresbiologie
Die Meeresbiologie oder biologische Meereskunde (englisch marine biology) ist ein Teilgebiet der Biologie bzw. der Meereskunde. Sie stellt zugleich auch ein spezielles Gebiet der Ökologie dar und befasst sich mit den Lebewesen und Lebensvorgängen in marinen Lebensräumen, also in den Ozeanen und Meeren.

## Gegenstand und Forschung
Kennzeichnend für marine Lebensräume sind in erster Linie die Eigenschaften des Wassers wie Salzgehalt (Salinität), Temperatur (tiefen- und klimaabhängig) sowie Licht und Strömungsverhältnisse. Folgende Großlebensräume können unterschieden werden:
- Freies Wasser (Pelagial) mit den Lebensgemeinschaften (Biozönosen) des Planktons und des Nektons. Hier unterscheidet sich insbesondere die obere Euphotische Zone von den tiefer gelegenen Zonen.
- Meeresboden (Benthal) und -ufer (Litoral) mit der Lebensgemeinschaft des Benthos

Die Feldforschung in der Meeresbiologie wird insbesondere mit Forschungsschiffen durchgeführt. Auch die Fischerei liefert mit ihren Beifängen Material für wissenschaftliche Untersuchungen. Die oberen Wasserzonen des Meeres können auch durch Tauchgänge erschlossen werden. Für direkte Beobachtungen in tieferen Meeresschichten werden U-Boote und Tauchroboter eingesetzt.

## Forschungsprojekte
Ein zentrales Projekt war das Census of Marine Life (Laufzeit 2000–2010). In diesem Rahmen entstand das Ocean Biogeographic Information System (OBIS), eine freie internationale Datenbank im Internet, die alle Meereslebewesen erfassen soll. Im Juni 2011 waren hier 31,3 Millionen Einträge zu 116.600 Arten geführt. Wissenschaftler schätzen, dass bis 2008 etwa 230,000 marine Lebewesen bekannt waren. Man vermutet ein Gesamtartenvorkommen zwischen 1 Million und 10 Millionen Spezies. Im Schnitt werden pro Woche drei neue Arten dokumentiert. Zu jeder Art werden u. a. Verbreitungskarten erstellt. An der OBIS-Datenbank beteiligt sind 500 Institutionen aus 56 Ländern.

## Bedeutende Meeresbiologen
- William Elford Leach (1790–1836), englischer Zoologe und Meeresbiologe
- Johannes Müller (1801–1858), deutscher Physiologe, Meeresbiologe und vergleichender Anatom
- August David Krohn (1803–1891), deutsch-russischer Zoologe
- Michael Sars (1805–1869), norwegischer Geistlicher und Biologe
- Charles Darwin (1809–1882), verfasste The structure and distribution of coral reefs (1842)
- Félix Joseph Henri de Lacaze-Duthiers (1821–1901), französischer Physiologe und Zoologe
- Charles Wyville Thomson (1830–1882), schottischer Zoologe
- Ernst Haeckel (1834–1919), deutscher Arzt, Zoologe, Meeresbiologe und Evolutionist
- Victor Hensen (1835–1924), deutscher Physiologe und Meeresbiologe
- Georg Ossian Sars (1837–1927), norwegischer Meeresbiologe
- Anton Dohrn (1840–1909), deutscher Meeresbiologe
- John Murray (1841–1914), schottisch-kanadischer Meeresbiologe
- Ilja Iljitsch Metschnikow (1845–1916), russischer Zoologe
- Nikolai Miklucho-Maklai (1846–1888), russischer Meeresbiologe und Anthropologe
- Carl Chun (1852–1914), deutscher Meeresbiologe
- Adolf Appellöf (1857–1921), schwedischer Meereszoologe
- Bruno Hofer (1861–1916), deutscher Fischwissenschaftler
- Johan Hjort (1869–1948), norwegischer Meereszoologe und einer der Gründer von ICES
- Michał Marian Siedlecki (1873–1940), polnischer Meeresbiologe
- Henry Bryant Bigelow (1879–1967), amerikanischer Meeresbiologe
- Samuel Stillman Berry (1887–1984), amerikanischer Meereszoologe
- Ed Ricketts (1897–1948), amerikanischer Meeresbiologe
- Adolf Bückmann (1900–1993), deutscher Meeresbiologe, Zoologe und Fischereiwissenschaftler
- Rachel Carson (1907–1964), amerikanische Meeresbiologin
- Jacques-Yves Cousteau (1910–1997), französischer Pionier in der Meeresforschung
- Hans Hass (1919–2013), österreichischer Zoologe und Meeresforscher
- Rupert Riedl (1925–2005), österreichischer Zoologe
- Gotthilf Hempel (* 1929), deutscher Meeresbiologe
- Sylvia Earle (* 1935), US-amerikanische Ozeanographin
- Harald Rosenthal (* 1937), deutscher Meeresbiologe und Fischereiwissenschaftler
- Claus Nielsen (1938–2024), dänischer Meeresbiologe
- Uwe Kils (* 1951), deutscher auf Planktologie spezialisierter Meeresbiologe
- Ingrid Visser (* 1966), neuseeländische Meeresbiologin mit dem Schwerpunkt Schwertwal (Orca)-Forschung
- Antje Boetius (* 1967), deutsche Meeresbiologin; Direktorin des Alfred-Wegener-Instituts

## Wichtige Institute der Meeresforschung
- Liste ozeanografischer Forschungsinstitute
- Consortium for Ocean Leadership vormals Joint Oceanographic Institutions
- International Council for the Exploration of the Sea
- Woods Hole Oceanographic Institution, Meeresbiologisches Laboratorium Woods Hole
- Scripps Institution of Oceanography
- Friday Harbor Laboratories
- Alfred-Wegener-Institut